# ○○の王様一覧
○○の王様一覧（まるまるのおうさまいちらん）は、「発明王：エジソン」「獅子心王：リチャード1世」「果物の王様：ドリアン」などのように、とある分野の功績や実績などから比喩的に「○○王」「○○の王」「○○の王様」などと称されるヒト・モノの一覧である。上記に記した通り、本一覧では「○○の王様」と称される者だけでなく「○○の王」「○○王」などと称されるものについても扱うものとする。
本一覧は、比喩的に「○○の王様」と称される人物を扱うものであり、実際の王様であっても、該当する呼び名がない限りは掲載しないものとする。また、本一覧は、信用可能な文献などでその確認が可能なもののみ取り扱うものとし、引用する媒体が個人的なブログなどの不明確な情報源しかないものに関しては取り扱わないものとする。
本一覧は、基本的には、動画やテレビの企画などで限定的に与えられた称号（例: メンバー王系の称号など）を取り扱うものではない。ただし、そのような呼び名であっても、他の信頼できる情報源などで使われていることが判明していれば、この限りではない（例: 伊沢拓司につけられた「クイズ王」の通称は、朝日新聞やQUIZ JAPANなどの情報源でも確認できるため、この限りではない）。
本一覧では、「○○王」「○○の王様」「King of ○○」などと表記されているものを取り扱う関係上、外国語の文献でのみその存在が確認されたものは、五十音表では英語文献に掲載されていた通称をそのまま載せた上で、それに対応すると考えられる日本語訳を括弧書きで掲載している。また、名前こそ同じものの、代数が違う場合（例: ルイ8世とルイ14世）の場合は、見やすさ重視で数字の順番を適応している。
本一覧は、五十音順で現在並んでいるため、東洋人名はフルネームを、西洋人名などは一番下の名前を元に並べ替えるようにしている。但し、西洋人名の中で一番下の名前だけでなく、その上の名前も一緒に呼ぶことが通例となっていると判断される場合はこの限りではない（例:「レオナルド・ダ・ヴィンチ」→「ダ・ヴィンチ」）。

## 人物一覧

### あ行
- アウグスト2世 - 強健王、鉄腕王[1][2]
- 赤塚不二夫（あかつか・ふじお） - ギャグ漫画の王様[3][4]
- リテシュ・アガルワル - ホテル王[5]
- 浅田次郎（あさだ・じろう） - エンターテインメント小説の王様[6]
- リナト・アフメトフ - 鉄鋼王[7][8]
- ロマン・アブラモヴィッチ - 石油王[9][10]
- 伊沢拓司（いざわ・たくし） - クイズ王[11][12][13]
- 石坂周造（いしざか・しゅうぞう） - 石油王、日本の石油王[14][15]
- 石ノ森章太郎（いしのもり・しょうたろう） - 漫画の王様[16][17]
- コーネリアス・ヴァンダービルト - 鉄道王[18][19]
- ウィリアム1世 - 獅子王、征服王、庶子王[20][21][22]
- ウィリアム2世 - 赤顔王、赭顔王[23]
- ローレンス・ウェルク - シャンペン・ミュージックの王様[24]
- 牛島謹爾（うしじま・きんじ） - ポテト王[25][26]
- トーマス・エジソン - 発明王、訴訟王[27][28][29]
- エドマンド殉教王 - 殉教王[30]
- エドワード懺悔王 - 懺悔王、証聖王[31]
- エドワード殉教王 - 殉教王[30]
- 榎本健一（えのもと・けんいち） - 日本の喜劇王[32]
- エリザベス1世 - 処女王[33]
- 大川護郎（おおかわ・ごろう） - 姫路の不動産王[34][35]
- 大川平三郎（おおかわ・へいざぶろう） - 製紙王[36][37]
- オットー1世 - 狂気王[38]

### か行
- アンドリュー・カーネギー - 鉄鋼王[39][40]
- ジャック・カービー - コミック王、コミック界の王[41]
- カール3世 - 肥満王[42]
- ロベルト・カルロス (音楽家)（英語版） - ブラジル音楽界の王、ラテン音楽の王[43][44]
- バスター・キートン - 喜劇王[45]
- スティーヴン・キング - ホラー小説の王様[46]
- キング・メンサー - トーゴ音楽の王様[47]
- ザビア・クガート - ルンバの王様[48][49]
- グスタフ2世アドルフ - 北方の獅子王[50]
- ベニー・グッドマン - スウィングの王様[51]
- ビル・グロース - 債権王[52][53]
- 五島慶太（ごとう・けいた） - 鉄道王[54][55]
- ルイス・ゴンザーガ - バイオンの王様[56]

### さ行
- フィリッペ・ジアード - ラスベガス王、ラスベガス不動産王[57]
- シン・シサモット - 歌曲の王様、クメール音楽の王様[58][59]
- アンリ・ジャイエ - ピノ・ノワールの王様[60]
- シャルル2世 - 禿頭王[61]
- シャルル6世 - 狂気王[62]
- シャルル7世 - 勝利王[63]
- ジャン1世 - 遺腹王、遺児王[64]
- ジャン2世 - 善良王
- フランツ・シューベルト - 歌曲王[65]
- 城島茂（じょうしま・しげる） - 重機王[66]
- スパイク・ジョーンズ - 冗談音楽の王様[67]
- スコット・ジョプリン - ラグタイム王[68]
- ジョン王 - 欠地王、失地王[69][70]
- 白鳥由栄（しらとり・よしえ） - 昭和の脱獄王[71]
- ジョン・フィリップ・スーザ - マーチ王[68]
- マック・セネット - 喜劇王[72][73]

### た行
- 武井壮（たけい・そう） - 百獣の王[74]
- チャールズ・チャップリン - 喜劇王[75][76]
- 沈文栄（ちん・ぶんえい） - 鉄鋼王[77]
- ドナルド・トランプ - 不動産王[78]

### な行
- 中野貫一（なかの・かんいち） - 石油王[79][80]
- 西村博之（にしむら・ひろゆき） - 論破王[81]
- 根津嘉一郎（ねづ・かいちろう） - 鉄道王[82][83]
- アルフレッド・ノーベル - 爆薬王[84]

### は行
- ウィリアム・ランドルフ・ハースト - 新聞王[85]
- ハーラル1世（ハーラルいっせい） - 青歯王、美髪王[86][87][88]
- ハイメ1世（ハイメいっせい） - 征服王[89][90]
- ヴィルヘルム・バックハウス - 鍵盤の獅子王[91][92]
- ハロルド・ハム - 石油王[93][94]
- 林家三平（はやしや・さんぺい） - 爆笑王、昭和の爆笑王[95][96][97]
- ジョーゼフ・ピューリツァー - 新聞王、米国の新聞王[98][99]
- パラダイス山元（パラダイスやまもと） - ギョーザ王[100]
- ハリー・フーディーニ - 脱出王[101]
- ヘンリー・フォード - 自動車王[102][103]
- フィリップ2世 - 尊厳王
- 福本豊（ふくもと・ゆたか） - 盗塁王[104]
- 藤山寛美（ふじやま・かんび） - 喜劇王、浪花の喜劇王[105][106]
- 藤原銀次郎（ふじわら・ぎんじろう） - 製紙王[107][108]
- フリードリヒ1世 - 赤髭王[109]
- 古川洋平（ふるかわ・ようへい） - クイズ王[110][111]
- エルヴィス・プレスリー - ロックの王様[112]
- ペレ - サッカーの王様[113][114]
- ペレス・プラード - マンボの王様[115][116]
- ヘンリー1世 - 碩学王[117]
- ミハイル・ホドルコフスキー - 石油王[118][119]

### ま行
- フランコ・ルアンボ・マキアディ（英語版） - アフリカ音楽の王様、コンゴ音楽の王様[120][121]
- ラクシュミー・ミッタル - 鉄鋼王[122][123]
- フランシスコ・ミニョーネ - ワルツ王[124]
- メフメト2世 - 征服王[125][126]

### や行
- 安田忠夫（やすだ・ただお） - 平成の借金王[127][128]
- ヨーゼフ2世 - 音楽の王[129]
- ヨハン・シュトラウス2世 - ワルツ王[130][131]

### ら行
- ハワード・フィリップス・ラヴクラフト - 恐怖小説の王[132][133]
- スティーブン・ラッセル - アメリカ脱獄王[134]
- リチャード1世 - 獅子心王[135][136]
- アンドレ・リュウ - ワルツ王[137][138]
- ルイ6世 - 肥満王、好戦王、戦争王[42][139]
- ルイ8世 - 獅子王[140]
- ルイ13世 - 正義王[141][142]
- ルイ14世 - 太陽王[143]
- ルイ15世 - 最愛王[141][144]
- ハロルド・ロイド - 喜劇王[145]
- ジョン・ロックフェラー - 石油王[146][147]

### わ行
- 渡文明（わたり・ふみあき） - 石油王[148]
- エミール・ワルトトイフェル - フランスのワルツ王[149]

## その他一覧
- シナモン - スパイスの王様[150]
- シャトー・ディケム - 甘口ワインの王様、デザートワインの王様[151][152]
- タラの芽 - 山菜の王様[153][154]
- ドリアン - 果物の王様[155]
- バカラ - カジノの王様[156][157]
- パルミジャーノ・レッジャーノ - イタリアチーズの王様[158][159]
- バローロ - ワインの王様、イタリアワインの王様[160][60]
- ピノ・ノワール - ワインの王様[161]
- ブルゴーニュワイン - ワインの王様[162][163]
- マティーニ - カクテルの王様[164]
- モロヘイヤ - 野菜の王様[165][166]
- ライオン - 百獣の王[167]